# 崔国鉉
崔 国鉉（チェ・グッキョン、朝鮮語: 최국현/崔國鉉、1899年5月15日 - 1970年10月24日）は、日本統治時代の朝鮮および大韓民国のジャーナリスト、政治家。制憲・第2代韓国国会議員。本貫は慶州崔氏。

## 経歴
京畿道高陽郡出身。京城私立儆新学校卒、早稲田大学政治経済科専門部修了・3年中退。1921年以降は朝鮮日報社会部記者、毎日新報社会部記者・厚生部長、京城漢江砂利組合理事、高陽郡水利組合長を務め、解放後は京郷新聞業務局次長・局長、反民特委審判官を務めた。1948年の初代総選挙では無所属の国会議員に当選した。